# Gaviapasset

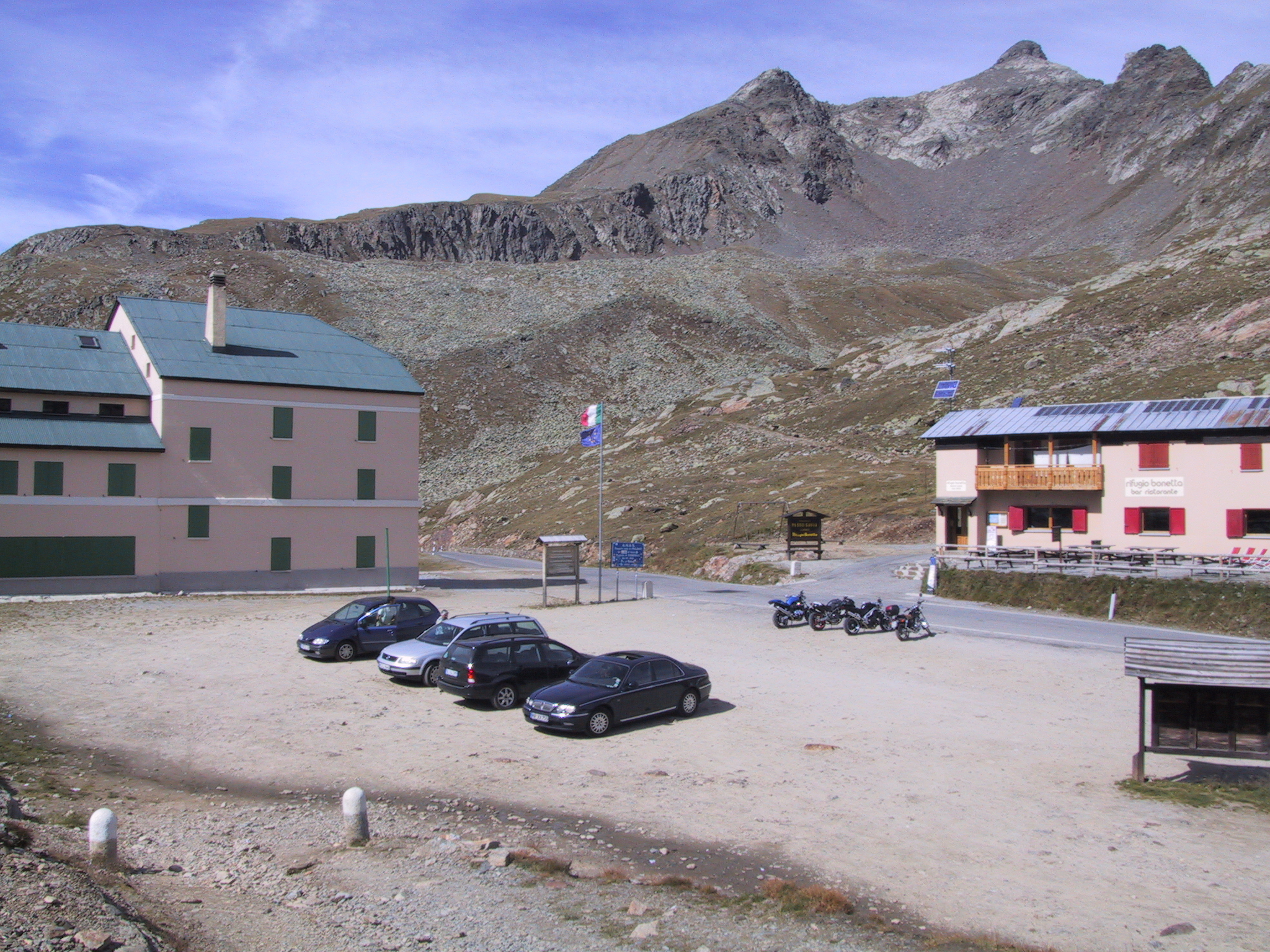
Passo di Gavia.

Gaviapasset (italienska: Passo di Gavia) är ett bergspass i Alperna, Italien (Lombardiet). 
Gaviapasset är berömt för att ofta förekomma på bergsetapper i Giro d’Italia. Ofta utgör passet loppets högsta punkt, Cima Coppi, uppkallat efter den legendariske italienske cyklisten Fausto Coppi. Höjden är 2621 m m ö.h. Passet har blivit legendariskt i Giro d’Italia-sammanhang för sitt nyckfulla väder. Loppet körs i slutet av maj månad och ofta har snön inte hunnit smälta undan på toppen och temperaturen är ofta låg. Snöstorm har förekommit på etapper uppför Gaviapasset, bland annat 1988. Vägen upp till passets högsta höjd är också relativt smal. Snittlutningen är 7,8 %, max lutning är 9,8 %.
- Wikimedia Commons har media som rör Gaviapasset.